# ヴァルダ・オズボーン
ヴァルダ・オズボーン（Valda Osborn、1934年9月17日 - 2022年12月28日）は、イギリス出身の女性フィギュアスケート選手。1952年オスロオリンピック女子シングルイギリス代表。1953年ヨーロッパフィギュアスケート選手権優勝。

## 経歴
- 1952年オスロオリンピックに出場し11位。
- 1953年ヨーロッパフィギュアスケート選手権優勝。

## 主な戦績
| 大会/年      | 1948-49 | 1949-50 | 1950-51 | 1951-52 | 1952-53 |
| ------------ | ------- | ------- | ------- | ------- | ------- |
| オリンピック |         |         |         | 11      |         |
| 世界選手権   | 12      | 13      | 9       | 8       | 3       |
| 欧州選手権   | 9       |         | 4       | 5       | 1       |